# 吾妻ひな子
吾妻 ひな子（あづま ひなこ、1924年8月21日 - 1980年3月8日）は、上方の漫才師、漫談家。かつての女道楽を「おんな放談」という形にアレンジし、一世を風靡した。本名、杉森（旧姓・米沢）芙美子。鳥取県鳥取市出身。

## 来歴・人物
鳥取県の米卸問屋・米沢徳治の三女として誕生した。1927年（昭和2年）に一家で大阪に移り住み、その頃から三味線、琴、日本舞踊などを習う。1938年（昭和13年）に小学校を卒業したが、母、姉を結核で相次ぎ亡くした。1940年（昭和15年）頃、父である浅田家朝日門下で「朝日・小日奈」を名乗った。17歳のときに親子漫才により「和歌山県有楽座」で初舞台を踏み、地方や中国大陸などをドサ回りする。朝日に付いていた頃には「浅田家芙美絵」と組んでいた。一時「ミスワカナ」（ミスワカナ・玉松一郎）の元に身を置き「室町京子」と名乗り、歌手として活動したこともある。ワカナの没後に兄弟子の平和ラッパ・日佐丸の一座や玉松一郎の一座、神田千恵子の劇団などを転々とした。神田千恵子の劇団在籍時に鳳啓助（京唄子・鳳啓助）と結婚し、一女を授かるも後に離婚した（一人高座になってから別の男性と再婚している）。その後「吾妻ひな子」と改名し、浮世亭夢丸や浮世亭夢若の亡き後、松鶴家光晴（松鶴家光晴・浮世亭夢若）らとコンビを組んだ。
1964年（昭和39年）頃から三味線を手に一人高座に転向した。甘えたような語り口で「カマトト」を売りにし、世相を風刺した話芸で人気者となった。千日劇場からの中継録画によりテレビ放映された大喜利番組「お笑いとんち袋」では、唯一の女性回答者として出演し、紅一点の活躍を見せた。
1960年代の後半期は、まだ当時は若手であった2代目桂枝雀（当時は10代目桂小米）とコンビを組み、若者向けのテレビやラジオ番組に出演して人気を集め、ことさら枝雀を可愛がった。論理的な枝雀と、ざっくばらんで陽気なひな子の掛け合いについて、二人が共演した「ヒットでヒット バチョンといこう!」のディレクターは「夢路いとし・喜味こいしのような漫才の間に近いプロの味がしました」と後に評し、若者にとどまらない層から人気を得ていたと述べている。
東京の番組にもゲスト出演していたが、大橋巨泉ら芸能関係者は、ひな子の「間の取り方」の絶妙さに舌を巻いたという。
芸の真骨頂は、三味線を弾くと見せかけて弾かずに語りを繰りだし、語っていたかと思うとおもむろに撥を構えるが、やっぱり弾かない、という洒落っ気のある芸風であった。「弾きそうで弾かない三味線」は蝿の扇遊とよばれ、同様に尺八を高座には持って上がるが決して吹かない（実際には、尺八の名人級で、レコードも残っている）立花家扇遊の芸を踏襲させようと3代目桂米朝、6代目笑福亭松鶴らが考え出した。また上方落語協会とも繋がりが深く、高座におけるマクラのネタとして「わたし協会（上方落語協会）で落語家やないのに会費払ってまんねんで」と言っていた。高座を降りる時の締めくくりは「あることないことおんな放談。ようこそご辛抱下さいました。おかげで日当になりました。それでは皆さんさようなら、ハハ、ノンキだね」とのんき節で終わるというものであった。
ある日、ひな子が高座で演じていたところ「このオバハン、ほんまは三味線よぅ弾かんねんで（この芸人は本当は三味線は弾けないんだ）」と客席からの声が聞こえたことをきっかけにそれ以来、高座に上がらなくなった。高座への声が掛かっても「わたしは、もう…」と断り、二度と上がることはなかった。
1980年（昭和55年）3月8日、自身が経営する大阪市内の焼肉店（ステーキ屋）「ななし」のトイレの中で倒れ、クモ膜下出血により死去した。
若い頃のひな子は、夢丸や光晴のベテランと組まされることが多かったことから、年齢不詳で活動しており、亡くなるまで自身の年齢を言いたがらなかった。また、和朗亭にも数回出演し、現存している映像では夢丸とのコンビを復活させている。
2002年、第7回上方演芸の殿堂入りを果たした。殿堂入りの式典において、夢路いとし・喜味こいしの夢路いとしと、かつて恋愛関係にあったことが「いとしこいし」本人たちの口から明らかにされた。

## 参考資料
- 三田純市『昭和上方笑芸史』學藝書林、1993年